# John Montague
Pour les articles homonymes, voir Montague.
John Patrick Montague est un poète irlandais né le 28 février 1929 à Brooklyn (New York) et mort le 10 décembre 2016 à Nice. 

## Biographie
John Montague est l'un des poètes anglophones contemporains les plus connus. Outre ses nombreux livres de poèmes, il a publié deux recueils de nouvelles et deux volumes de ses mémoires. En 1998, il est le premier à occuper la Chaire de Poésie d'Irlande (Ireland Chair of Poetry) nouvellement créée.
John Montague est, dans les années 1960, le correspondant de l'Irish Times à Paris, où il rencontre sa première épouse, Madeleine, et où il est proche de Samuel Beckett ainsi que de Claude Esteban dont il a traduit de nombreux poèmes en anglais.

## Principaux ouvrages
- Forms of Exile (poèmes), Dublin, Dolmen, 1958.
- Poisoned Lands (poèmes), Londres, MacGibbon & Kee, 1961 ; Dublin, Dolmen, 1977.
- A Chosen Light (poèmes), Londres, MacGibbon & Kee, 1967.
- Tides (poèmes), Dublin, Dolmen, 1970.
- The Rough Field (poèmes), Dublin, Dolmen, 1972.
- A Slow Dance (poèmes), Dublin, Dolmen, 1975.
- Death of A Chieftain (nouvelles), Londres, MacGibbon & Kee 1964 ; éd. rev., Dolmen, 1977.
- The Great Cloak (poèmes), Dublin, Dolmen, 1978.
- The Dead Kingdom (poèmes), Dublin, Dolmen, 1984.
- The Lost Notebook (nouvelles), Dublin, Mercier, 1987.
- Mount Eagle (poèmes), Dublin, Gallery Press, 1988.
- Bitter Harvest (anthologie de poésie irlandaise contemporaine), New York, Scribners, 1989.
- The Figure in the Cave (essais), Syracuse University Press, 1989 ; Dublin, Lilliput, 1990.
- The Love Poems, Dublin, Gallery Press, 1992.
- Time in Armagh (poèmes), Dublin, Gallery Press, 1993.
- The Collected Poems, Wake Forest University Press, Winston Salem, 1995.
- Selected Poems, Londres, Penguin, 2001.
- Company: A Chosen Life (autobiographie), 2 vol., Londres, Duckworth, 2001.
- Smashing the piano (poèmes), Dublin, Gallery Press, 2001
- Drunken Sailor (poèmes), Dublin, Gallery Press, 2005

## Enregistrement
- The Northern Muse, Seamus Heaney and John Montague Reading their Own Poems, Claddagh Records, 1968.

## Œuvres traduites en français
- La Langue greffée, éd.bilingue, choix de poèmes et traductions de Jacques Darras, Michel Deguy, Claude Esteban, Serge Fauchereau et Robert Marteau, Paris, Belin, coll. L'Extrême Contemporain, 1988.
- Amours, Marées, édition bilingue, choix de poèmes de Josine Monbet et Michael Scott, traduit de l'anglais par le Groupe d’études et de recherches britanniques, Université de Bordeaux III, Éditions William Blake, 1988.
- Nouvelles extraites de Death of a Chieftain :
  - "Le cri", trad. de Serge Fauchereau, in Les Lettres Nouvelles, juin-juillet, 1969
  - "La route devant", trad. d'Isabelle Auricoste, in Brèves no 13, 1984
  - "Ce sombre complice", trad. d'Elisabeth Hellegouarc’h, in Anthologie de nouvelles irlandaises, Publications de l’Université de Caen, 1987.
- Poèmes extraits de Mount Eagle ("Hearth Song", "Deer Park", "Matins", "Harvest", "Nest", "The Broken Doll", "Luggala"), trad. et introd. d'Elishéva Marciano, in Labyrinthe, no 5 (hiver 2000), p. 99-111 .
- Une danse lente, traduction par Jean-Philippe Gagnon, Montréal, Éditions Mains libres, 2023, 234 p.  (ISBN 9782925197355)